# Ras malai
Ras malai hoặc rossomalai là một món tráng miệng có nguồn gốc từ tiểu lục địa Ấn Độ. Tên Ras malai đến từ hai từ trong Tiếng HindiHindi: ras, có nghĩa là "nước ép", và malai, có nghĩa là "kem". Nó đã được mô tả là "một loại bánh pho mát béo không có vỏ". Món này có nguồn gốc từ Bengalis; theo K.C. Das Grandsons, nó được phát minh bởi K. C. Das.

## Nguyên liệu
Ras malai bao gồm một phần kem trắng ngọt, hoặc những quả bóng chhena màu vàng ngâm trong malai (kem vón cục) và có hương vị bạch đậu khấu. Nó được nấu trong xi rô đường và sữa với nghệ tây, hạt dẻ cười và nhân kheer. Ras malai làm tại nhà thường được làm từ sữa bột, bột mì đa dụng, bột nở và dầu, chúng được nhào thành viên, đúc thành những quả bóng, và kem sữa đun âm ỉ.